# Rebeca Pereira
Rebeca Pereira (* 23. März 1993) ist eine brasilianische Tennisspielerin.

## Karriere
Pereira begann mit neun Jahren das Tennisspielen und spielt hauptsächlich auf der ITF Women’s World Tennis Tour, wo sie bislang 15 Titel im Doppel gewann, davon elf zusammen mit ihrer chilenischen Dauerpartnerin Bárbara Gatica.

## Turniersiege

### Doppel
| Nr. | Datum              | Turnier             | Kategorie   | Belag     | Partnerin      | Finalgegnerinnen                                  | Ergebnis          |
| --- | ------------------ | ------------------- | ----------- | --------- | -------------- | ------------------------------------------------- | ----------------- |
| 1.  | 21. April 2018     | Villa Dolores       | ITF $15.000 | Sand      | Bárbara Gatica | Victoria Bosio Julieta Lara Estable               | 6:2, 6:4          |
| 2.  | 29. September 2018 | Hilton Head Island  | ITF $15.000 | Sand      | Bárbara Gatica | Allura Zamarripa Maribella Zamarripa              | 7:62, 3:6, [11:9] |
| 3.  | 17. November 2018  | Villa del Dique     | ITF $15.000 | Sand      | Bárbara Gatica | Fernanda Brito Carla Lucero                       | 6:3, 6:3          |
| 4.  | 11. Mai 2019       | Tabarka             | ITF W15     | Sand      | Bárbara Gatica | Eva Vedder Stéphanie Visscher                     | 6:3, 1:6, [10:5]  |
| 5.  | 29. Juni 2019      | Perigueux           | ITF W25     | Sand      | Bárbara Gatica | Maria Fernanda Herazo Gonzalez Diāna Marcinkēviča | 6:4, 6:2          |
| 6.  | 28. September 2019 | São Paulo           | ITF W15     | Sand      | Bárbara Gatica | Eugenia Ganga Thaisa Grana Pedretti               | 6:2, 6:4          |
| 7.  | 17. Oktober 2020   | Monastir            | ITF W15     | Hartplatz | Bárbara Gatica | Weronika Falkowska Lisa Ponomar                   | 3:6, 7:6, [17:15] |
| 8.  | 31. Juli 2021      | Grodzisk Mazowiecki | ITF W60     | Sand      | Bárbara Gatica | Jang Su-jeong Lee Ya-hsuan                        | 6:3, 6:1          |
| 9.  | 6. Februar 2022    | Tucumán             | ITF W25     | Sand      | Bárbara Gatica | Andrea Gámiz Paula Ormaechea                      | 6:3, 7:5          |
| 10. | 12. März 2022      | Salinas             | ITF W25     | Hartplatz | Bárbara Gatica | María Herazo González María Paulina Pérez García  | 6:4, 6:0          |
| 11. | 7. Mai 2022        | Prag                | ITF W60     | Sand      | Bárbara Gatica | Miriam Kolodziejová Jesika Malečková              | 6:4, 6:2          |
| 12. | 25. Juni 2022      | Périgueux           | ITF W25     | Sand      | Daniela Seguel | Emily Appleton Alexandra Osborne                  | 6:4, 6:1          |
| 13. | 20. Mai 2023       | Curitiba            | ITF W25     | Sand      | Ana Candiotto  | Sabastiani Leon Jazmín Ortenzi                    | 7:5, 3:6, [10:3]  |
| 14. | 2. Juni 2024       | Rio Claro           | ITF W15     | Sand      | Camila Romero  | Jazmín Ortenzi Lucciana Pérez Alarcón             | 6:3, 6:1          |
| 15. | 21. Juni 2025      | Ystad               | ITF W35     | Sand      | Katarina Jokić | June Björk Emma Kamper                            | 1:6, 6:2, [10:7]  |